# Thần núi
Thần núi hay Sơn thần (山神/Sansin) là các vị thần giám hộ trong văn hóa châu Á gắn liền với những ngọn núi. Sơn thần hay thần núi được xem là Thần hoàng bổn cảnh, ngự trị cai quản ở một lãnh địa nhất định (thường là những ngọn núi thiêng, các khu rừng thiêng), thần núi liên quan đến Thần địa chủ (地主神), Thổ địa công (土地公) và Thần thành hoàng (城隍神). Sơn thần là vị thần thánh có danh tiếng và địa vị ở Hàn Quốc, một số ngọn núi thiêng của Trung Quốc có đền thờ các vị thần núi rừng theo truyền thống Đạo giáo, được gọi là Sơn thần, vị thần núi ở Nhật Bản được mang tên là Yama-no-Kami (山の神/yamagami), ở Việt Nam vị thần núi còn được gọi là Sơn thần, Sơn thánh. Trong văn hóa Á Đông, vị Thần núi (Sơn thần) thường hiện diện trong bộ dạng ông lão râu tóc bạc phơ và đi cùng với một con hổ (còn được gọi là Sơn quân) do hình tượng con hổ trong văn hóa Đông Á có vị trí quan trọng, được xưng tụng là chúa sơn lâm và được cư dân địa phương phụng thờ. Ngoài ra, nhiều cư dân bản địa, dân tộc thiểu số cũng có tục thờ thần núi gắn với địa bàn mình cư trú.

## Hàn Quốc
Trong văn hóa Hàn Quốc thì Sơn thần (山神/산신/Sanshin/Sansin) là những linh hồn núi non địa phương trong tín ngưỡng dân gian. Ở Hàn Quốc, hầu hết các chùa Phật giáo và các đền thờ Pháp sư lớn cũng như một số ngôi làng theo chủ nghĩa truyền thống đều có một ngôi đền thờ riêng được gọi là sanshin-gak (산신각) hoặc một bàn thờ gọi là Sanshin-dan (Đàn thờ Sơn thần) dành riêng cho Sơn thần ở địa phương. Vị thần tự nhiên này thường được thể hiện trong các biểu tượng được lưu giữ (tranh thờ, tượng thờ) với tư cách là một người đàn ông lớn tuổi (trong một số trường hợp hiếm hoi là phụ nữ) trong trang phục hoàng gia Nho giáo, luôn đi chung với một con hổ và một Cây thông đỏ Hàn Quốc bắt nguồn từ Đạo giáo, Phật giáo, Tân Nho giáo, pháp sư phương Đông, văn hóa dân gian và chủ nghĩa dân tộc tinh thần dân tộc Hàn Quốc làm cho những biểu tượng đa tôn giáo này trở nên độc nhất trên toàn thế giới.
Tín ngưỡng thờ Sơn thần là đức tin trong dân gian được hiểu là tín ngưỡng dành cho các vị thần núi. Vẻ đẹp của ngọn núi, sự huyền bí của nó và hình dạng có thể cảm nhận được như đang thăng thiên lên bầu trời được kết hợp lại để truyền cảm hứng cho lễ nghi tục thờ núi. Các sườn núi, vách đá và đỉnh núi phía trên được coi là vương quốc của các linh hồn và là nơi giao tiếp với họ và đạt được tầm nhìn hoặc sự giác ngộ. Niềm tin rằng ngọn núi được tin tưởng như một cơ thể thần bí mang lại sự thịnh vượng và bảo vệ đã rất cổ xưa ở khắp Hàn Quốc và vẫn tiếp tục cho đến ngày nay trong Sanshin-je (nghi lễ thần núi) Seonang-gut (nghi lễ thành hoàng-thần linh). Khi ngọn núi nằm giữa Thiên đường và trái đất nơi con người sinh sống và đóng vai trò là mối liên kết giữa hai thế giới đó, thì nó được cho là đại diện cho núi thế giới vũ trụ, theo nếp nghĩ của các tôn giáo truyền thống như Ấn Độ giáo, Phật giáo và Địa chất để vươn lên ở trung tâm thế giới. Trong văn hóa dân gian Hàn Quốc thì cũng có những vị Sơn thần được cá nhân hóa thành những nhân vật cụ thể. Những vị thần như vậy là biểu tượng chính thức được công nhận cho sự thống nhất Triều Tiên, và có thể đang hướng tới việc được sử dụng làm biểu tượng bảo vệ môi trường.

## Nhật Bản

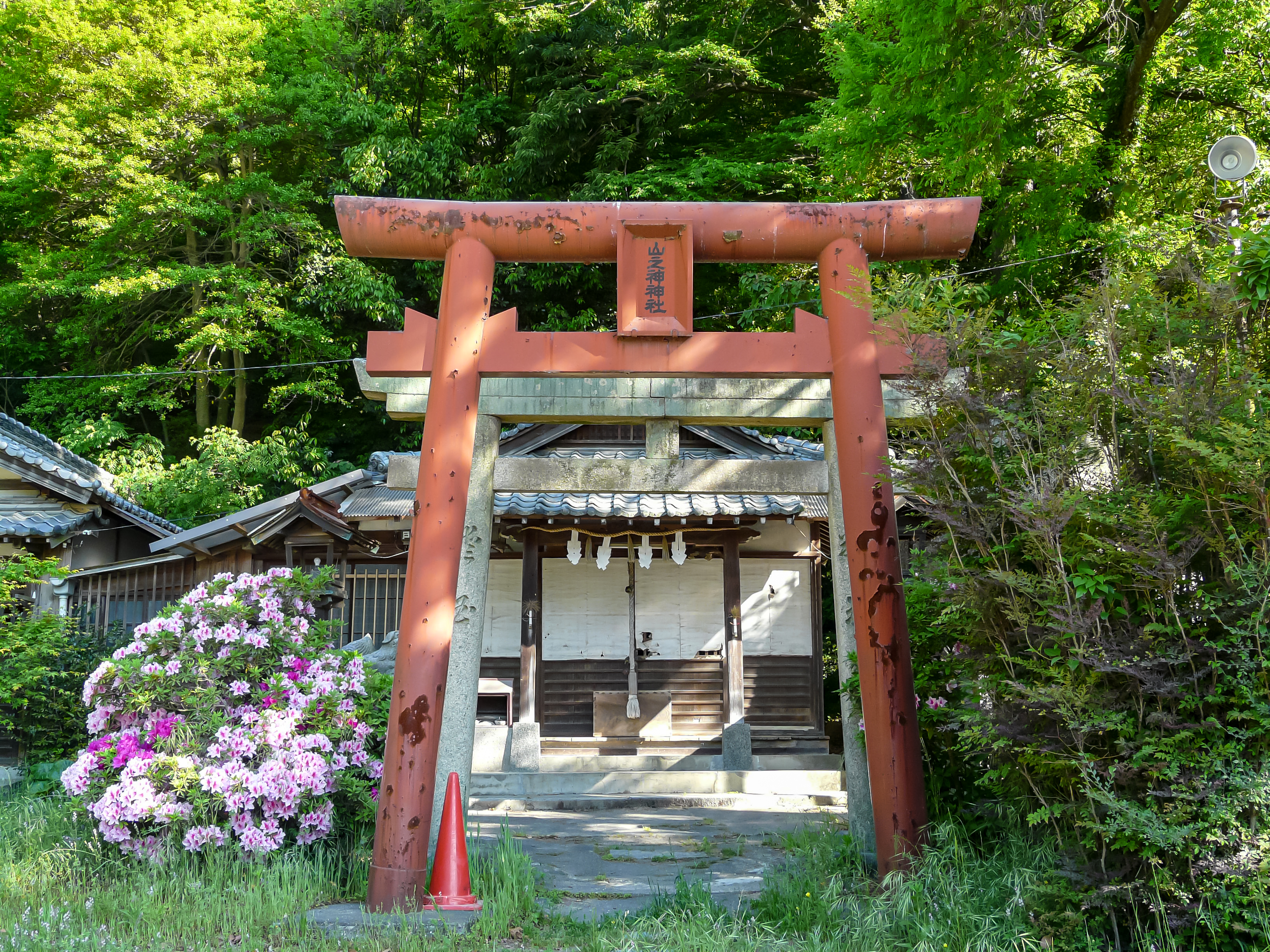
Đền thờ Sơn thần ở Nhật Bản

Yama-no-Kami (山の神) là tên được đặt cho một kami thuộc vùng núi thuộc Thần đạo tôn giáo của Nhật Bản. Loại thứ nhất là thần núi được những người thợ săn, tiều phu và những người kiếm củi tôn thờ. Thứ hai là vị thần nông nghiệp từ trên núi xuống và được nông dân tôn thờ. Vị thần kami này thường được coi là một nữ thần núi hoặc một mẫu thần. Kannabi thường được liên kết với Thần Núi. Đó là một khu vực tự nhiên bao gồm một ngọn núi đóng vai trò là Shintai cho Kami. Các vị thần được xem là Sơn thần ở Nhật Bản như:
- Ōyamatsumi (大山津見神) cha của Konohanasakuya-hime.[6]
- Masaka-Yamatsumi (正鹿山津見神)
- Odo-Yamatsumi (淤縢山津見神)
- Oku-Yamatsumi (奥山津見神)
- Kura-Yamatsumi (闇山津見神)
- Shigi-Yamatsumi (志藝山津見神)
- Ha-Yamatsumi (羽山津見神)
- Hara-Yamatsumi (原山津見神)
- To-Yamatsumi (戸山津見神)
- Konohanasakuya-hime (木花之開耶姫), vợ của Ninigi-no-Mikoto và là thái hoàng thái hậu của Thiên hoàng Jimmu.[6]
- Oyamakui no Kami (大山咋神), sơn thần núi Hiei.[9]
- Shirayama-hime (白山比咩神), nữ sơn thần núi Haku.[10][11][12][13][14]
- Omonoimi no Kami (大物忌神) của núi Chōkai.[15]
- Ōmononushi của núi Miwa.[16]

## Việt Nam

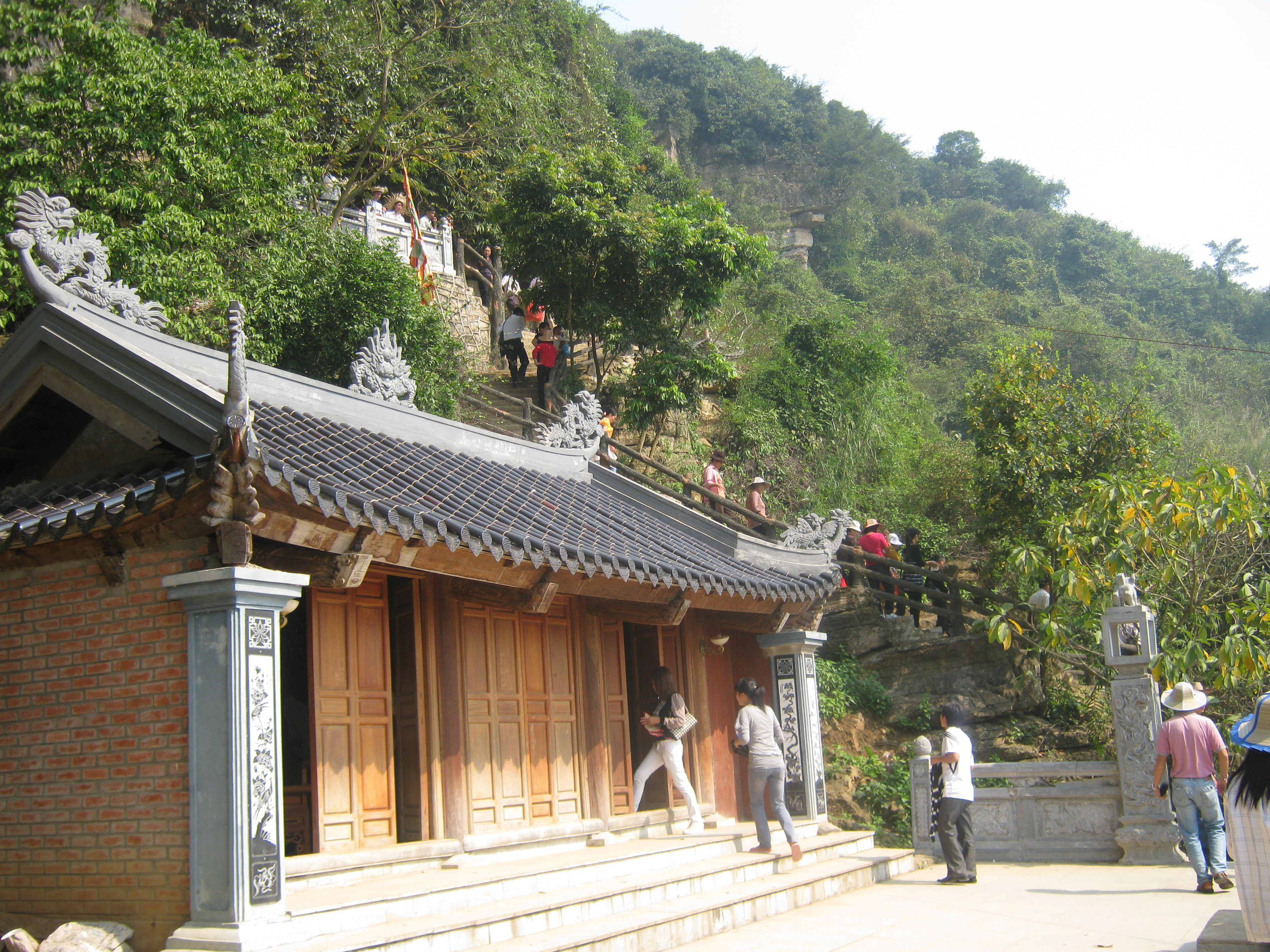
Đền thờ thần Cao Sơn

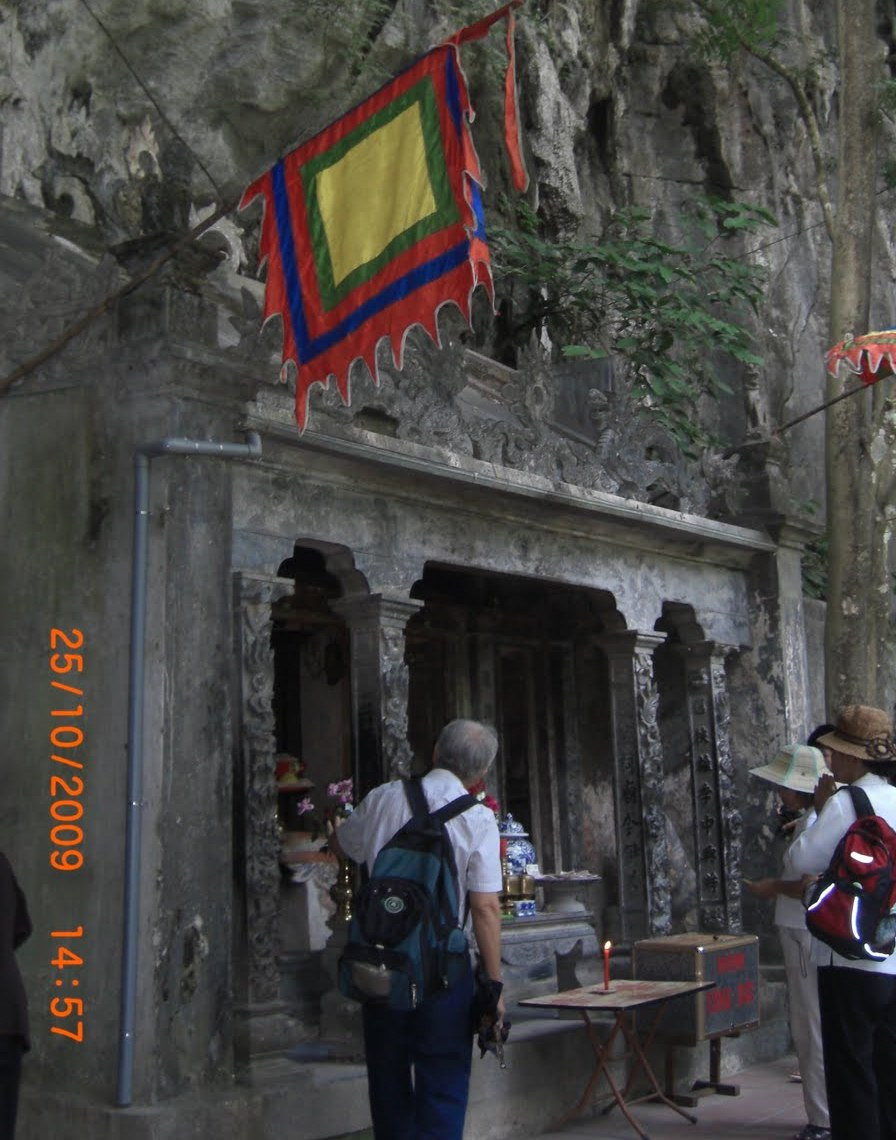
Đền thờ thần Quý Minh

Ở Việt Nam, các vị thần Núi (Sơn thần) thường có tên là Cao Sơn Đại vương hoặc là đức Thượng Ngàn là một vị thần tự nhiên (nhiên thần). Ngày nay, nhiều làng vẫn thờ thần tự nhiên như thần sông, thần núi, thờ hòn đá, cây đa làm Thành hoàng. Thần Núi Tản Viên Sơn Thánh hay Sơn Tinh là vị thần tối linh trong tứ bất tử của tín ngưỡng dân gian Việt Nam. Thần Cao Sơn (núi cao) là danh hiệu mang tính biểu tượng của thần núi, vị thần trong tín ngưỡng dân gian nguyên thủy, là một vị thần phổ biến ở nhiều vùng miền Bắc. Có nhiều di tích tín ngưỡng thờ Hùng Vương được gắn các hiệu danh Cao Sơn như: Cao Sơn Thánh vương, Đột Ngột Cao Sơn, Ất Sơn Thánh vương, Viễn Sơn Thánh vương. Có nơi thần Cao Sơn được thờ kép với Sơn Tinh và thần Quý Minh, hoặc được đồng nhất với hai vị thần này thành Cao Sơn-Sơn Tinh, Cao Sơn-Quý Minh. Cao Sơn cũng được thờ riêng như một vị thần chủ độc lập, đây là dấu tích của những sinh hoạt tín ngưỡng thờ thần núi Ở Việt Nam còn có vị thần núi là thần Đồng Cổ, theo Báo cực truyện chép: Vương là thần núi Đồng Cổ ở Thanh Hóa, tục gọi là núi Khả Phong được sử sách ghi chép việc phong tước vương cho thần núi Đồng Cổ, dựng miếu để tuế thời cúng tế và làm lễ thề..
Một số đồng bào dân tộc thiểu số cũng có tục thờ thần núi như lễ cúng thần núi của người K'Ho tạ ơn thần linh đã phù hộ cho dân làng mạnh khỏe, thu hoạch được nhiều sản vật, cầu xin một năm mới, sức khỏe, mùa màng bội thu. Người K'ho Nộp có lễ tạ ơn thần Núi, thần Rừng, với quan niệm vạn vật hữu linh, tín ngưỡng đa thần họ tin rằng, núi rừng thiêng thiêng chính là một vị thần lớn cai trị nhiều vị thần thiện luôn che chở cho buôn làng.. Người người Pa Cô ở làng A Liêng thuộc xã Húc Nghì, huyện Đakrông, tỉnh Quảng Trị có lễ "Nối ân thần núi" để nối lại ân huệ giữa thần núi với các gia đình tại núi Plăng để thực hiện nghi lễ cúng cầu với mong muốn vị thần núi này sẽ ban phước lành. Người Khùa và người Mày ở Quảng Bình hằng năm đều đặn cúng thần Cu lôông Cờ tôốc, đây là vị "Thần Núi" linh thiêng, đứng đầu cai quản tất cả các vị thần, muôn thú ở trên dãy Giăng Màn, "Cu lôông" có nghĩa là nơi đỉnh núi cao nhất, "Cờ tôốc" nghĩa là ở phía dưới thấp, nơi mặt đất nằm cạnh khe suối, thần Cu lôông Cờ tôốc chính là vị thần Núi cai quản ở cả ba tầng ngự trị trong thế giới tâm linh là trên cao, ở giữa và phía dưới.